# 2009 au Kenya
2007 au Kenya - 2008 au Kenya - 2009 au Kenya - 2010 au Kenya - 2011 au Kenya
2007 par pays en Afrique - 2008 par pays en Afrique - 2009 par pays en Afrique - 2010 par pays en Afrique - 2011 par pays en Afrique]

## Chronologie

### Janvier 2009
- Dimanche 4 janvier 2009 : le pilote espagnol de Formule 1, Fernando Alonso, et quatre personnes l'accompagnant en vacances sont sortis indemnes d'un accident mineur de son jet privé à l'aéroport de Malindi, station balnéaire du sud-est du pays. L'une des ailes du jet privé du double champion du monde de F1 en 2005 et 2006 (Renault) a heurté un mur sur le tarmac alors qu'il se préparait à décoller.

- Vendredi 9 janvier 2009 : les services du président Mwai Kibaki estiment que dix millions de Kényans, soit un quart de la population du pays, risquent de manquer de nourriture à cause de la sécheresse. Une réunion sur la sécurité alimentaire a eu lieu lors de laquelle l'importation de cinq millions de sacs de maïs détaxé a été décidée « pour se prémunir contre une probable pénurie nationale », d'autres mesures ont été prévues telles que l'achat de bêtes dans des zones asséchées et la baisse du prix des semences. Lors de la sécheresse de la fin 2006, plusieurs dizaines de personnes étaient mortes ainsi que plusieurs dizaines de milliers de têtes de bétail.

- Mercredi 21 janvier 2009 : la presse kényane dresse les louanges de Barack Obama au lendemain d'un jour historique qui a vu le fils d'un Kényan devenir le premier président noir des États-Unis et met l'accent sur la nécessité pour les Kényans de s'inspirer de son exemple. Selon le Nairobi Star : « Les Kényans devraient à présent s'inspirer d'Obama pour se regarder en face et se demander comment nous pouvons changer notre société. Comment pouvons-nous nous rapprocher de ce qu'est Obama ? Que nous faut-il faire pour cela ? »

- Vendredi 30 janvier 2009 : un incendie détruit complètement un supermarché de Nairobi causant la mort de douze personnes dont les corps ont été rapidement retrouvés dans les décombres et la disparition signalée d'une trentaine d'autres. Selon des témoins, le nombre élevé de victimes pourrait être dû à l'explosion d'une bonbonne de gaz et au fait que certaines issues étaient bloquées pour lutter contre les vols.

- Samedi 31 janvier 2009 : George Obama, demi-frère kényan du président américain Barack Obama, est arrêté à Nairobi pour possession d'un joint de marijuana. Par ailleurs, lors d'un incendie survenu à Molo, dans le comté de Nakuru, suite au renversement d'un camion-citerne, 113 personnes sont mortes et plus de 200 autres ont été blessées.

### Février 2009

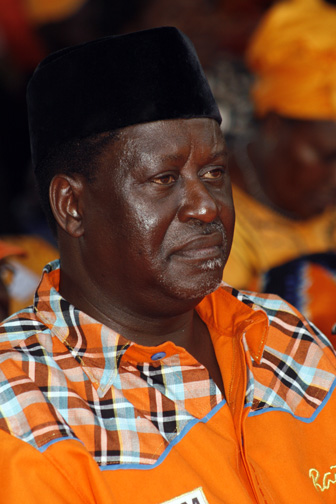
Raila Odinga
(octobre 2007)

- Dimanche 1er février 2009 : 122 personnes trouvent la mort après l'explosion d'un camion d'essence. Les victimes s'étaient massées autour d'un camion d'essence accidenté près de Molo à 150 km au nord-ouest de Nairobi pour recueillir du carburant qui s'écoulait de la citerne.

- Vendredi 13 février 2009 : Après le rejet la veille par le Parlement du projet de loi pour la mise en place d'un tribunal spécial pour juger les auteurs des violences de 2008, l'ancien secrétaire général de l'ONU, le Kényan Kofi Annan, ex-médiateur dans la crise kényane, déclare : « Je suis déçu que cet amendement constitutionnel, qui aurait ouvert la voie à la mise en place d'un tribunal spécial au Kenya, ait été rejeté par le Parlement hier […] Mettre fin à l'impunité est crucial pour s'attaquer aux causes profondes de la crise qui a enflammé le Kenya l'année dernière ». Kofi Annan avait assuré une médiation au nom de l'Union africaine qui avait conduit le 28 février 2008 à la signature d'un accord de réconciliation nationale et à la formation d'un gouvernement de grande coalition avec comme premier ministre Raila Odinga.

- Mercredi 18 février 2009 : Les deux religieuses italiennes (67 et 61 ans) enlevées le 10 novembre 2008 dans le nord du Kenya, près de la frontière avec la Somalie, sont libérées.

### Mars 2009
- Mardi 3 mars 2009 : Conférence spéciale du président Mwai Kibaki pour démentir les rumeurs selon lesquelles il aurait une seconde épouse cachée et menacer de poursuivre tous ceux qui l'accuseraient d'être polygame : « Je veux qu'il soit très clair que je n'ai qu'une chère épouse, Lucy, et que je n'en ai aucune autre […] la vérité est connue, je n'ai que mes quatre enfants ». La polygamie est illégale au Kenya, mais demeure répandue et même encouragée par certaines coutumes ethniques[1].

- Mardi 10 mars 2009 : Quelque cinq mille étudiants, issus du campus de l'Université de Nairobi et de l'École polytechnique du Kenya se sont rassemblés dans le centre de la capitale, pour protester contre les violences faites aux étudiants la semaine avant et pour réclamer la démission du chef des services de police, Hussein Ali. La manifestation a rapidement dégénéré en émeute lorsque les étudiants ont commencé à bloquer les rues dont l'une avec un camion-citerne d'essence. Trois coups de feu ont été tirés, des voitures ont été abîmées, des abres ont été abattus, des vitrines de magasins ont été brisées, des journalistes ont été passés à tabac et ils ont commencé à jeter des pierres sur les forces de l'ordre. La colère des étudiants traduit le mécontentement croissant de l'opinion envers le gouvernement de coalition dirigé par Raila Odinga et se concentre sur les accusations de divers meurtres qui auraient été commis par des policiers, dont celui d'un meneur étudiant tué sur le campus de l'université de Nairobi. Après avoir ramené le calme dans la foulée des violences post-électorales qui avaient fait au moins 1 300 morts l'an dernier, le gouvernement d'union nationale a calé sur la question des réformes politiques et des affaires de corruption ont vu le jour ces derniers mois[2].

- Mercredi 25 mars 2009 : Cinq fonctionnaires Kényans sont enlevés en Somalie par des hommes armés dans la localité frontalière de Bulohawo (sud de la Somalie) alors qu'ils avaient traversé la frontière depuis la localité kényane de Mandera pour faire des achats. Les ravisseurs réclament une rançon. Cette région est contrôlée par le groupe islamiste radical des shebab et ses alliés. Le groupe a récemment mis en garde le Kenya de s'abstenir de toute ingérence dans les affaires somaliennes sous peine de représailles. Le Kenya a exprimé plusieurs fois sa préoccupation que les islamistes contrôlent le port de Kismaayo (sud de la Somalie) ce qui entraînerait des répercussions négatives sur la sécurité aux frontières.

- Samedi 28 mars 2009 : Les cinq fonctionnaires kényans enlevés mercredi, ont été libérés contre rançon.

### Avril 2009
- Lundi 6 avril 2009 : Démission de la ministre de la Justice et des Affaires constitutionnelles, Martha Karua, un des plus importants ministres de la coalition au gouvernement : « J'ai décidé de démissionner en raison des frustrations dont je vous ai parlées. J'ai réalisé que je ne pouvais mettre en place des réformes dans mon ministère car on sape mon autorité. Des juges sont nommés sans que j'en sois informée et bien plus encore ». Le président Mwai Kibaki vient de procéder à la nomination de nouveaux juges sans consulter sa ministre de la Justice qui avait appelé à un mode de nominations transparent. D'autre part des députés voulaient déposer contre elle une motion de censure pour avoir, selon eux, échoué à lutter efficacement contre la corruption et à mettre en place des réformes du système judiciaire.

- Mercredi 15 avril 2009 : La frégate française « Nivôse » intercepte et arrête 11 pirates à 900 km au large du port kényan de Mombasa après qu'ils avaient attaqué le bâtiment de commerce, « Safmarine Asia », battant pavillon du Liberia. Ils « naviguaient sur un bateau mère, une embarcation de 10 mètres de long transportant notamment 17 fûts de 200 litres de carburant, deux skiffs d'assaut », 4 kalachnikov AK-47 et 200 munitions.  Ils avaient été repérés la veille lorsqu'ils avaient attaqué le cargo. La frégate française a « pisté les embarcations durant la nuit, puis est intervenue au lever du jour ».

- Mardi 21 avril 2009 : 29 personnes sont tuées dans des violences à Karatina (centre) causées par des membres du gang criminel Mungiki lors d'une expédition punitive présumée contre la population qui avait lynché plusieurs d'entre eux les jours précédents.

- Mercredi 22 avril 2009 : Onze pirates somaliens capturés au large du Kenya par la frégate française « Nivôse », ont été remis aux autorités kényanes après son arrivée au port de Mombasa. Les pirates ont été incarcérés au commissariat de police et devraient être présentés à la justice jeudi. Ils doivent être inculpés pour l'attaque sur le bâtiment de commerce, « Safmarine Asia », battant pavillon du Liberia.

- Dimanche 26 avril 2009 : Le marathon de Londres est remporté par le Kényan Samuel Wanjiru dans le temps de 2h5m10s, devançant l'Éthiopien Tsegay Kebede et le Marocain Jaouad Gharib.

### Mai 2009
- Vendredi 1er mai 2009 : Des associations de femmes issues de la société civile décrètent une semaine d'abstinence sexuelle afin d'inciter les hommes politiques à régler leurs différends et réformer le pays. Les initiatrices du mouvement estiment que les politiciens ne devraient pas avoir le temps de se consacrer aux plaisirs de la chair compte tenu de la situation économique et politique critique du pays.

### Juin 2009
- Mercredi 24 juin 2009 : Un évangéliste américain, le « prophète » autoproclamé Thomas Manton IV, est arrêté à Nairobi pour trafic d'images pornographiques et de séjour illégal au Kenya[3].

### Juillet 2009
- Mardi 7 juillet 2009 : Le Kenya connaît une vague d'enlèvements avec demandes de rançon. Depuis un mois 11 personnes ont été enlevées à Nairobi. Certaines demandes de rançons peuvent atteindre 4 millions de shillings (52 000 dollars)[4].

- Mercredi 22 juillet 2009 : Une collision routière de plain fouet près de la ville de Narok (100 km à l'ouest de Nairobi) cause la mort de 21 personnes et en blesse une cinquantaine d'autres.

### Août 2009
- Lundi 3 août 2009 : Le président Mwai Kibaki commue les condamnations à mort de 4 000 prisonniers en prison à vie car, selon la présidence, « aucune peine de mort n'a été exécutée dans le pays depuis les dernières 22 années, conduisant à l'accumulation de 4 000 condamnés à mort dans les prisons kényanes ». La décision a été notamment motivée par l'interdiction, faite par la loi, de recourir aux condamnés à mort pour des travaux manuels ou de réhabilitation, ce qui a favorisé « l'oisiveté » parmi cette frange de la population carcérale, entraînant des problèmes de discipline dans plusieurs prisons, mais cette décision « ne suggère en rien l'abolition de la peine de mort au Kenya »[5].

- Mercredi 26 août 2009 : Les paysans subissent une importante sécheresse. 2009 est la quatrième saison des pluies ratée. La population est de plus en plus dépendante de l'aide alimentaire internationale, soit selon les estimations du PAM 3,6 millions de personnes. L'armée est mobilisée pour acheminer cette aide. Plus de 100 000 têtes de bétail ont été emmenés sur les contreforts du mont Kenya, mais affaiblies elles meurent par milliers. Une partie des ruraux ont abandonné leurs terres pour s'installer dans les villes. D'autres se recyclent dans la fabrication de charbon de bois et dans le concassage de pierres[6]

### Septembre 2009
- Dimanche 20 septembre 2009 : Le Kenya, a relevé le niveau de surveillance dans la zone frontalière, en particulier aux postes frontières, de Liboi, Garissa et Wajir, à la suite de la mort de l'islamiste kényan, Saleh Ali Saleh Nabhan, tué lundi dans le sud de la Somalie lors d'une opération américaine héliportée. La police fédérale américaine (FBI) le considérait comme le cerveau présumé d'un attentat à Mombasa en novembre 2002 contre un hôtel appartenant à des Israéliens, qui avait fait 18 morts, dont trois kamikazes.

- Mercredi 30 septembre 2009 : Un ex-diplomate érythréen entré illégalement au Kenya et suspecté « d'activités terroristes » a été arrêté par la police et sera très prochainement expulsé vers son pays. Déjà expulsé du Kenya en août, il est revenu illégalement dernièrement.

### Octobre 2009
- Lundi 26 octobre 2009 : Une foule en colère s'en est pris à Karatina (centre) à deux membres présumés du gang criminel Mungiki qui ont été décapités et leurs doigts sectionnés. Ce nouvel incident intervient trois jours après la remise en liberté de leur chef, Maina Jenga, et de 21 autres membres du gang qui étaient poursuivis pour ce meurtre collectif.

### Novembre 2009
- Jeudi 5 novembre 2009 : Le procureur de la Cour pénale internationale, Luis Moreno-Ocampo, annonce l'ouverture prochaine d'une enquête sur les violences post-électorales au Kenya en 2008, estimant « que les crimes commis au Kenya relevaient du crime contre l'humanité ». Les services du procureur mènent depuis février 2008 un « examen préliminaire » sur les violences politico-ethniques qui ont fait quelque 1 500 morts et 300 000 personnes déplacées après la réélection controversée du président Mwai Kibaki le 27 décembre 2007. La liste des principaux suspects n'a pas été officiellement dévoilée, mais elle inclut plusieurs ministres de haut rang et plusieurs parlementaires. Le procureur général du Kenya, Amos Wako, est le premier responsable kényan visé par une interdiction de voyage aux États-Unis, qui lui reprochent de faire obstacle aux réformes décidées à la suite des violences post-électorales[7].

- Dimanche  15 novembre 2009 : Des affrontements dans le nord du Kenya entre des voleurs de bétail et des villageois ont causé la mort de 11 villageois de la région de Kisima. Plusieurs autres incidents violents causés par la sécheresse ont eu lieu ces derniers jours. Le Kenya subit l'une des pires sècheresse de son histoire, entraînant des tensions entre clans rivaux pour l'accès aux pâturages et aux puits.

### Décembre 2009
- Dimanche 20 décembre 2009 : Quatre rhinocéros blancs d'un zoo tchèque de Dvur Kralove ont retrouvé la terre africaine à la réserve d'Ol Pejeta, au pied du Mont Kenya, dans le cadre d'un projet baptisé « Ultime chance de survie » par ses promoteurs. Le braconnage est le responsable de l'extinction de cette espèce dont il ne reste plus que 8 représentants uniquement dans les zoos du monde[8].

- Lundi 21 décembre 2009 : Le déraillement d'un train de marchandises transportant de l'huile de cuisine dans le grand bidonville de Kibera dans la banlieue de Nairobi, cause la mort de 3 personnes et en blesse au moins 4 autres.